# Anders Duræus
Anders Duræus, född 1682 i Linköping i Östergötlands län, död där 18 januari 1758, var en svensk präst och musiklärare.

## Biografi
Duræus döptes 14 mars 1682 i Linköping. Han var son till prosten Erik Duræus. Duræus studerade i Linköping och blev 27 augusti 1702 student vid Uppsala universitet där han var musikstipendiat 1704–1710 under director musices Christian Zellinger. Den 4 maj 1707 avlade han examen i teologi och 1 juni 1709 examen i filosofi. Han blev filosofie magister 7 juni 1710. Duræus blev 31 januari 1710 musikdirektör (director musices) vid Linköpings gymnasium samt kollega vid trivialskolan i Linköping den 13 april. Duræus prästvigdes 3 juli 1717 och blev 19 mars 1722 kyrkoherde i Ljungs församling, tillträdde 1723. Prost blev Duræus 16 juni 1735 och 11 augusti 1744 blev han kontraktsprost i Gullbergs och Bobergs kontrakt. Duræus avled 18 januari 1758 i Linköping och begravdes 14 februari samma år. Begravning och likpredikan hölls av biskopen Andreas Olavi Rhyzelius. Stoftets sattes ner i sakristian och gravstenen flyttades senare till kyrkogården.
De tre bröderna  Anders Duræus, Erik Duræus den yngre och Johan Christer Duræus hade alla ledande musikbefattningar i Linköping.

### Familj
Duræus gifte sig första gången 9 februari 1712 med Anna Sabel (1675–1747). Hon var dotter till skalmejblåsaren Anders Sabel. Anna Sabel hade tidigare varit gift med skalmejblåsaren Carl Granqvist i Uppsala saknad i Stora nordiska kriget 1706. Duræus och Sabel fick tillsammans barnen Maria (1712-1737) och Beata (född 1715, avled i barndomen). Duræus gifte sig andra gången 30 september 1747 med Agneta Margareta Hiertstedt (1714-1761). Hon var dotter till kyrkoherden Samuel Hierstadius och Agneta Margareta Cassel i Västra Tollstads socken.